# Zacapexco, Veracruz
Zacapexco är en ort i Mexiko.   Den ligger i kommunen Amatitlán och delstaten Veracruz, i den sydöstra delen av landet, 400 km öster om huvudstaden Mexico City. Zacapexco ligger 11 meter över havet och antalet invånare är 254.
Terrängen runt Zacapexco är mycket platt. Runt Zacapexco är det ganska tätbefolkat, med 58 invånare per kvadratkilometer. Närmaste större samhälle är Carlos A. Carrillo, 12,9 km väster om Zacapexco. Trakten runt Zacapexco består till största delen av jordbruksmark.